# Gayrussia.ru
LGBT Human Rights Project GayRussia.Ru (Proyecto de Derechos Humanos LGBT GayRussia.Ru, en español) abreviado GayRussia.Ru, es una organización de defensa de derechos para personas LGBT en Rusia.
Es la encargada de organizar eventos públicos en Rusia tales como la marcha del orgullo LGBT. Desde noviembre de 2008, GayRussia.ru ha extendido sus acciones a Bielorrusia organizando la Slavic Pride con su colaborador GayBelarus.by.